# François Maigne
Pour les articles homonymes, voir Maigne.
François Maigne est un homme politique français né le 5 mai 1814 à Brioude (Haute-Loire) et mort le 6 décembre 1895 à Blesle (Haute-Loire).

## Biographie
Fils de Antoine Maigne et de Rosalie Poreau, François Maigne est né le 5 mai 1814 à Brioude. Médecin à Blesle, il succède à son frère Julien Maigne, déchu de son mandat en 1849, comme député de la Haute-Loire. Il siège au groupe d'extrême gauche de la Montagne. Exilé en Belgique sous le Second Empire, il est conseiller général après 1871.
Il meurt le 6 décembre 1895 à Blesle à l'âge de 81 ans.

## Sources
- « François Maigne », dans Adolphe Robert et Gaston Cougny, Dictionnaire des parlementaires français, Edgar Bourloton, 1889-1891 [détail de l’édition]